# Скоропад Павло Васильович
Павло Васильович Скоропад (нар. 21 липня 1979) — український футболіст, виступав на позиції захисника.

## Клубна кар'єра

### Ранні роки
Вихованець СДЮШОР «Чорноморець» (Одеса). Дорослу футбольну кар'єру розпочав у другій половині сезону 1994/95 років у «Чорномореці-2». Дебютував за другу команду одеситів 1 квітня 1995 року в програному (0:1) виїзному поєдинку 23-о туру Вищої ліги проти шахтарської «Медіти». Павло вийшов на поле на 25-й хвилині й відіграв увесь матч. За підсумками сезону відіграв 17 матчів у Другій лізі України. Наступний сезон розпочав у складі іншої одеської команди, «Динамо-Флеш». Дебютував за одеських динамівців 13 серпня 1995 року в нічийному (1:1) домашньому поєдинку 3-го туру групи А проти комарнського «Газовика». У футболці «Динамо-Флеш» зіграв 31 матч у другій лізі та 1 поєдинок у кубку України. Наступний сезон розпочав в аматорському клубі «Динамо-Зміна» (Южний). Під час зимової перерви повернувся до одеського «Чорноморця». Дебютував за першу команду одеситів 11 червня 1996 року в програному (2:3) виїзному поєдинку 27-о туру вищої ліги проти дніпропетровського «Дніпра». Скоропад вийшов на поле на 65-й хвилині, замінивши Сергія Леженцева. Дебютним голом у футболці одеситів відзначився 16 червня 2016 року на 16-й хвилині переможного (1:0) виїзного поєдинку 30-о туру вищої ліги проти вінницької «Ниви». Павло вийшов на поле в стартовому складі та відіграв увесь матч. Проте вже незабаром почалися проблеми з травмами. Спочатку розтягнув задню, а потім й передню м'язову поверхні стегна. Через це пропустив майже рік тренувань. Наступний сезон також відіграв у «Чорноморці», де, оговтавшись від травми, став основним футболістом. В цей же час тодішній тренер одеситів Леонід Буряк назвав Скоропада одним з найперспективніших гравців України. У сезоні 1997/98 років став стабільним гравцем основного складу, але команда виступила провально й зайняла 15-е місце в чемпіонаті України, тому змушена була наступного сезону стартувати вже в першій лізі. У складі «Чорноморця» зіграв 25 матчів та відзначився 3-ма голами у Вищій лізі, ще 6 матчів (2 голи) провів у кубку України. Проте Скоропад вирішив залишити Одесу.

### «Вінниця» та ЦСКА
По завершення сезону 1997/98 років Павло мав декілька варіантів продовження своєї кар'єри. Зокрема, ним активно цікавився тодішній головний тренер волгоградського «Ротора» Віктор Прокопенко. Проте зрештою опинився в першоліговому ФК «Вінниця». Дебютував за вінничан 5 квітня 1999 року в нічийному (0:0) виїзному поєдинку 21-о туру проти кеменчуцького «Кременя». Павло вийшов у стартовому складі та відіграв увесь матч, а на 60-й хвилині отримав жовту картку. Єдиним голом у футболці вінницького колектива відзначився 20 травня 1999 року на 32-й хвилині переможного (1:0) домашнього поєдинку 32-о туру проти донецького «Шахтаря-2». Скоропад вийшов на поле в стартовому складі та відіграв увесь матч. У складі ФК «Вінниці» зіграв 15 матчів та відзначився 1 голом. По завершенні сезону залишив розташування вінницького клубу.
До початку сезону 1999/00 років намагався повернутися до Одеси, але тодішній агент футболіста, Григорій Бібергал, не зміг домовитися з керівництвом «моряків». Тому вирішив спробувати свої сили у вищоліговому столичному ЦСКА. Дебютував у складі київських армійців 1 серпня 1999 року в переможному (3:0) домашньому поєдинку 5-о туру проти кіровоградської «Зірки». Павло вийшов на поле на 85-й хвилині, замінивши Олексій Олійник. Єдиним голом у футболці «армійців» відзначився 20 жовтня 1999 року на 90-й хвилині програного (0:1) домашнього поєдинку 7-о туру вищої ліги проти дніпропетровського «Дніпра». Скоропад вийшов на поле в стартовому складі та відіграв увесь матч. Провів у київському клубі 1,5 сезони. За цей час у чемпіонаті України зіграв 16 матчів (1 гол), ще 2 поєдинки провів у кубку України. Окрім цього зіграв 10 матчів у першоліговому ЦСКА-2.

### «Ворскла», «Кривбас» та «Металург»
Під час зимової перерви сезону 2000/01 років перейшов до полтавської «Ворскли». Дебютував у футболці полтаван 11 березня 2001 року в програному (0:1) виїзному поєдинку 14-о туру вищої ліги проти донецького «Шахтаря». Скоропад вийшов на поле на 73-й хвилині, замінивши Віктора Доценка. Цей поєдинок виявився єдиним для Павла в складі першої команди «Ворскли». Ще 4 поєдинки провів за «Ворсклу-2» у другій лізі.
По завершенні сезону 2000/01 років приєднався до криворізького «Кривбас». Дебютував у складі криворізького клубу 12 серпня 2001 року в програному (1:3) виїзному поєдинку 6-о туру вищої ліги проти донецького «Металурга». Скоропад вийшов на поле на 72-й хвилині, замінивши Сергія Ключика. Єдиним голом у футболці криворожан відзначився 27 липня 2002 року на 42-й хвилині програного (2:4) виїзного поєдинку 5-о туру вищої ліги проти сімферопольської «Таврії». Скоропад вийшов на поле в стартовому складі та відіграв увесь матч. У футболці «Кривбаса» в чемпіонатах України зіграв 45 матів (1 гол), ще 5 матчів провів у кубку України. На початку січня 2001 року покинув розташування запорізької команди
Першу частину сезону 2003/04 років провів у запорізькому «Металурзі». Дебютував у складі запорізького клубу 12 липня 2003 року в програному (0:3) домашньому поєдинку 1-о туру вищої ліги проти донецького «Шахтаря». Павло вийшов на поле в стартовому складі та відіграв увесь матч. У футболці «козаків» зіграв 6 матчів у чемпіонаті України.

### Повернення до Одеси та завершення ігрової кар'єри
У березні 2004 року повернувся до Одеси, де підписав контракт з «Чорноморцем». Проте решту сезону провів у «Чорноморці-2», в якому зіграв 1 матч. А вже в сезоні 2004/05 років вже почав залучатися й до поєдинків першої команди. Дебютував у футболці одеситів 28 листопада 2004 року в переможному (3:1) домашньому поєдинку 14-о туру Вищої ліги проти київської «Оболоні». Скоропад вийшов у стартовому складі та відіграв увесь матч. Єдиним голом у складі 20 вересня 2006 року на 53-й хвилині програного (2:4) виїзного поєдинку 1/16 фіналу кубку України проти бориспільського «Борисфена». Павло вийшов на поле на 46-й хвилині, замінивши Сергія Осіпова. Загалом у складі одеситів зіграв 30 матчів у чемпіонаті України та 1 матч (1 гол) у кубку України, окрім цього відіграв 29 матчів (1 гол) у першості дублерів.
На початку січня 2007 року побував на перегляді в «Кривбасі», але до підписання контракту справа так і не дійшла. А вже незабаром підписав контракт з першоліговою луцькою «Волиню». Дебютував у складі волинян 29 липня 2007 року в нічийному (0:0) домашньому поєдинку 3-о туру проти «Миколаєва». Скоропад вийшов у стартовому складі та відіграв увесь матч. У футболці «Волині» зіграв 6 матчів. Під час зимової перерви сезону 2007/08 років вирішив завершити футбольну кар'єру.

## Тренерська діяльність
По завершенні ігрової кар'єри розпочав тренерську діяльність. З 2009 року працює тренером у ДЮСШ-11 «Чорноморець» (Одеса), тренує дітей віком 4 — 8 років.

## Освіта
Випускник Південноукраїнського національного педагогічного університету імені К. Д. Ушинського.